# Runit (sistema init)
Runit è un sistema di init alternativo a Systemd e utilizzato da diverse distribuzioni Linux moderne e disponibile per sistemi operativi Unix-like in generale. Esso si occupa dell'inizializzazione, supervisione e terminazione dei servizi del sistema operativo.
Runit è una reimplementazione del toolkit daemontools operante su sistemi operativi basati su Linux, BSD e Solaris. Runit offre la parallelizzazione dell'avvio dei servizi di sistema in modo da un avvio del sistema operativo più veloce.
Runit è il primo processo avviato durante la fase di boot del sistema e continua a operare fino a quando il sistema non viene arrestato. Spesso vene utilizzato in combinata con altri sistemi init quale gestore di servizi separato. In questo ruolo di gestore di servizi, può essere utilizzato da utenti non privilegiati per orchestrare servizi personali ma anche dall'utente root per gestire servizi altrimenti non gestibili attraverso il sistema di init in uso.

## Utilizzo
Runit può essere utilizzato come sostituto di sysvinit o come supervisore del servizio (con sysvinit come processo PID 1 padre che esegue i processi specificati dal file inittab o da qualche altro sistema init). Lo stack software RubyWorks che fa funzionare Ruby on Rails ha incorporato runit nella sua suite.

### Adozione
Runit è il sistema di inizializzazione predefinito delle seguenti distribuzioni Linux:
- antiX (dalla versione 19)
- Dragora GNU/Linux-Libre (dalla versione 2)
- Void Linux[6]

ed è "ufficialmente" disponibile per:
- Artix Linux
- Devuan (dalla versione 3.1.0)
- Gentoo Linux[7]
- Hyperbola GNU/Linux-libre